# 伊比利亚无政府主义联合会
伊比利亚无政府主义联合会（西班牙語：Federación Anarquista Ibérica，缩写为FAI）是一个成立于1927年，主要活动在20世纪初西班牙的无政府工团组织。尽管在西班牙民主化后该政党已合法化，且现今仍有活动，但该党实际上已不再参政。该党成员身份隶属于西班牙全国劳工联盟，且两组织彼此间关系密切，因而常在历史资料中作为CNT-FAI共同出现。伊比利亚无政府主义联合会发行《土地与自由》报。

### 引用
1. ↑  Juan 1977，第126頁
2. ↑  Roca Martínez, p.116

### 资料
- Beltrán Roca Martínez.  (PDF). Anarchist Studies (London: Lawrence & Wishart). 2006, 14 (2): 106–130  [2007-12-27]. ISSN 0967-3393. （原始内容 (PDF)存档于2020-09-24）.
- Juan, Gómez Casas. . Madrid: ZERO. 1977. ISBN 84-317-0401-2.